# 알제 지하철
알제 지하철(아랍어: مترو الجزائر العاصمة, 프랑스어: Métro d'Alger)은 알제리의 수도 알제에서 운행되는 지하철이다. 2011년 11월 1일에 개통하였다. 1개의 노선(1호선)이 운행되고 있으며, 17개의 역이 존재한다. 길이는 총연장 18.5 km(1호선)이다.

## 같이 보기
- 알제리
- 지하철 목록